# やえしお (潜水艦・2代)
やえしお（ローマ字：JS Yaeshio, SS-598）は、海上自衛隊の潜水艦。おやしお型潜水艦の9番艦。艦名は八重の潮から由来し、この名を受け継いだ日本の艦艇としては、うずしお型潜水艦「やえしお」（SS-572）に続き2代目にあたる。

## 艦歴
「やえしお」は、中期防衛力整備計画に基づく平成13年度計画2700トン型潜水艦8113号艦として、川崎造船神戸工場で2002年1月15日に起工され、2004年11月4日に川崎造船神戸工場第1船台で挙行された命名・進水式において、防衛庁長官 大野功統により「やえしお」と命名（海上幕僚長 古庄幸一代読）
され進水、2006年3月9日に就役し、第2潜水隊群第4潜水隊に編入され横須賀に配備された。
2009年8月27日から12月8日までの間、ハワイ派遣訓練に参加。
2014年1月14日、米国派遣訓練に参加するため横須賀を出港し、ハワイ方面及びグアム方面に滞在して諸訓練を実施し、4月24日、横須賀へ帰港した。
2023年6月23日から7月22日にかけて、グアム島周辺において実施される令和5年度第1回米国派遣訓練（潜水艦）に参加する
現在も第2潜水隊群第4潜水隊に所属し、定係港は横須賀である。

### 歴代艦長
| 代 | 氏名     | 在任期間              | 出身校・期      | 前職                         | 後職                                     | 備考 |
| -- | -------- | --------------------- | --------------- | ---------------------------- | ---------------------------------------- | ---- |
| 1  | 真田健治 | 2006.3.9 - 2006.11.30 | 防大26期        | やえしお艤装員長             | 艦艇開発隊潜水艦科長                     |      |
| 2  | 小杉正博 | 2006.12.1 - 2008.6.30 | 防大34期        | 潜水艦隊司令部               |                                          |      |
| 3  | 藤田泰三 | 2008.7.1 - 2009.7.14  | 防大35期        | 潜水艦隊司令部               |                                          |      |
| 4  | 川久保剛 | 2009.7.15 - 2012.3.22 | 42期幹候        | 潜水艦隊司令部               |                                          |      |
| 5  | 生嶋正智 | 2012.3.23 - 2013.7.31 | 防大33期        | 潜水艦教育訓練隊             | 潜水艦隊司令部                           |      |
| 6  | 渡辺将人 | 2013.8.1 - 2015.7.30  | 防大38期        | 潜水艦隊司令部幕僚           | 海上自衛隊幹部学校防衛戦略教育研究部部員 |      |
| 7  | 半﨑 誠  | 2015.7.31 - 2016.6.21 | 防大43期        | 潜水艦隊司令部付             | 潜水艦隊司令部                           |      |
| 8  | 山口 誠  | 2016.6.22 - 2019.3.10 | 防大44期        | 海上幕僚監部防衛部運用支援課 | 自衛艦隊司令部 兼 潜水艦隊司令部         |      |
| 9  | 大地 健  | 2019.3.11 - 2021.1.14 | 早大・ 51期幹候 | 潜水艦教育訓練隊             | 海上幕僚監部首席法務官付法務室           |      |
| 10 | 佐藤耕輔 | 2021.1.15 - 2022.3.21 | 防大48期        | 潜水艦教育訓練隊             | 横須賀潜水艦教育訓練分遣隊               |      |
| 11 | 井関敬幸 | 2022.3.22 -           |                 | 艦艇開発隊開発部潜水艦科長   |                                          |      |